# Christa Sommerer
Christa Sommerer (* 29. Juni 1964 in Ohlsdorf, Oberösterreich) ist eine österreichische Medienkünstlerin. Sie lehrt als Professorin an der Universität für künstlerische und industrielle Gestaltung Linz.

## Leben
Christa Sommerer studierte von 1982 bis 1985 Biologie und Botanik an der Universität Wien. Danach absolvierte sie von 1985 bis 1990 ein Studium der modernen Bildhauerei bei Bruno Gironcoli an der Akademie der bildenden Künste Wien. Parallel dazu studierte sie an der Akademie auch Kunstpädagogik. Beide Studiengänge schloss sie mit dem Master of Arts ab. Von 1991 bis 1993 absolvierte sie ein Postgraduierten-Studium bei Peter Weibel am Institut für Neue Medien der Städelschule in Frankfurt.
1992 begann Sommerer mit dem aus Frankreich stammenden Künstler Laurent Mignonneau (* 1967) zusammenzuarbeiten, der zur gleichen Zeit bei Weibel an der Städelschule studierte. Ihr weiterer Werdegang ist über weite Strecken identisch. Zunächst wirkten sie als Gastkünstler (Artist in Residence) am National Center for Supercomputing Applications (1993/1994) in Urbana und der Galerie NTT InterCommunication Center (1994/1995) in Tokio. Sie lebten und arbeiteten etwa 10 Jahre lang in Japan. Von 1995 bis 2003 hatten sie die künstlerische Leitung des Forschungslabors ATR Media Integration and Communications in Kyōto inne. Von 1997 bis 1999 sowie von 2001 bis 2004 lehrten sie als Associate Professors an der International Academy of Media Arts and Sciences (IAMAS) in Gifu.
Nach einer Gastprofessur an der Kunstuniversität Linz (2000) war Sommerer Forschungsstipendiatin am Center for Advanced Visual Studies des MIT. 2002 erlangte sie einen Ph.D.-Abschluss im Rahmen des von Roy Ascott begründeten Promotionsprogramms CAiiA-Star (Centre for Advanced Inquiry in the Interactive Arts – Science Technology and Art Research) an der University of Wales, Newport. Seit 2004 lehren Sommerer und Mignonneau als Professoren am Institut für Medien der Kunstuniversität Linz. Sommerer hatte außerdem Gastprofessuren an den Universitäten Kyōto (2002), Aalborg (2014), Paris VIII (2015), Tsukuba (2017) sowie an der Chinesischen Zentralakademie der Bildenden Kunst in Peking (2019) inne.
Seit Beginn ihrer Zusammenarbeit nehmen Sommerer und Mignonneau regelmäßig an Ausstellungen teil. 2022 widmete ihnen das Zentrum für Kunst und Medien in Karlsruhe eine Retrospektive, bei der 14 ihrer Installationen gezeigt wurden. Die Ausstellung wurde von einer wissenschaftlichen Publikation begleitet.

## Werk

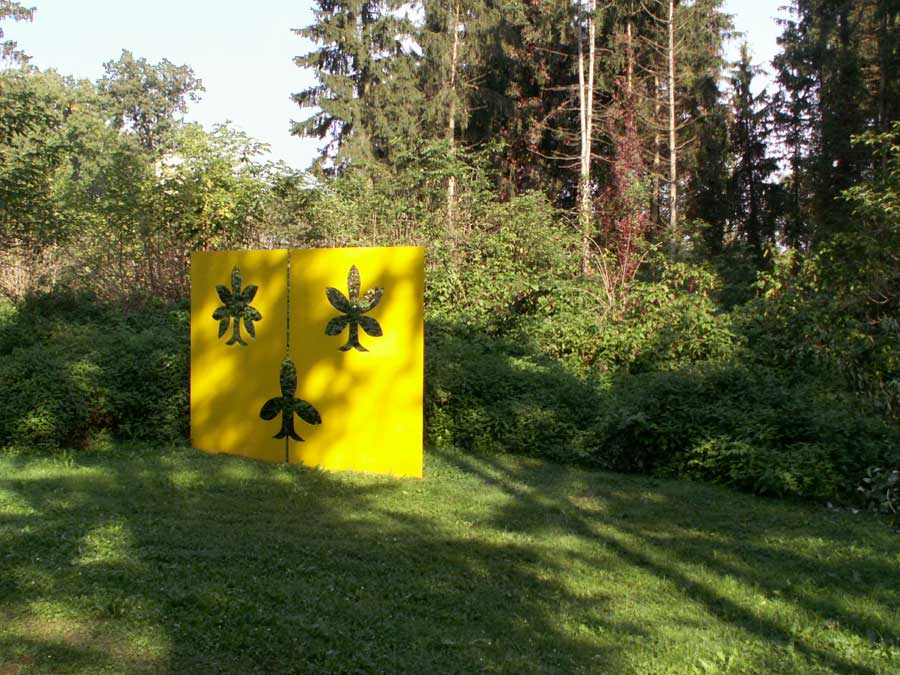
Skulptur Phyllologia (1991) im Österreichischen Skulpturenpark

Christa Sommerer ist hauptsächlich als Medienkünstlerin im Bereich interaktive Computerinstallation aktiv, wobei die meisten ihrer Werke in Zusammenarbeit mit Laurent Mignonneau entstehen. Bekanntheit erlangten insbesondere ihre Simulationen auf der Basis künstlichen Lebens. Charakteristische Bestandteile der Installationen sind Personal Computer mit Individualsoftware, Eingabegeräte wie Tastatur und Maus, Kameras, maßgefertigte Interfaces und Elektronik sowie Monitore, Projektoren, Leinwände, Spotlights und Sockel zur Präsentation. Häufig ist es Besuchern der Ausstellungen möglich, interaktiv Einfluss auf biologische oder technologische Prozesse zu nehmen.

### Computerbasierte interaktive Installationen (mit Laurent Mignonneau, Auswahl)
- Interactive Plant Growing, durch Berühren von fünf Pflanzen in modifizierten Töpfen beeinflusst der Besucher das von einem 3D-Grafikcomputer berechnete und durch einen Projektor ausgegebene Wachstum virtueller Pflanzen, Sammlung Zentrum für Kunst und Medien, 1992
- A-Volve, Besucher entwerfen an einem Touchscreen-Monitor fischähnliche Lebensformen, die in einem wassergefüllten Becken schwimmen und deren Bewegung beeinflussbar ist, 1994, 1996 Ausstellung in Bundeskunsthalle
- Life Spacies II, Besucher können sowohl vor Ort als auch remote über eine Website durch die Eingabe von Text künstliche dreidimensionale Lebensformen erschaffen, deren Aussehen und Verhalten durch den Text beeinflusst wird und die sich anschließend in der simulierten Umgebung scheinbar bewegen, gegenseitig fressen, vermehren und sterben, 1999
- HAZE Express, Simulation eines fahrenden Zuges mit Aussicht auf virtuell vorbeiziehende Landschaft, dessen Geschwindigkeit durch Handbewegung über dem Bildschirm verändert werden kann, 1999
- Eau de Jardin, virtueller Wassergarten, dessen Darstellung auf einer Panoramaleinwand sich ändert, wenn Besucher sich den im Raum platzierten realen Pflanzen nähern, 2004
- Life Writer, eine modifizierte analoge Schreibmaschine gibt digitalen Text aus, dessen Buchstaben sich in künstliche Lebensformen umwandeln, welche sich bewegen und andere Buchstaben fressen, Sammlung Zentrum für Kunst und Medien, 2006
- Portrait on the Fly, computergenerierte Fliegen positionieren sich in Abhängigkeit von Videoaufnahmen der Besucher, Sammlung Zentrum für Kunst und Medien, 2015
- Neuro Mirror, Betrachter sehen sich auf drei Bildschirmen: Echtzeitaufnahme in der Mitte, links vergangene Handlung und rechts Simulation einer möglichen zukünftigen Handlung, 2017

### Sonstige Werke (Auswahl)
- Phyllologia, Skulptur (lackiertes Eisenblech mit drei ausgestanzten Blattumrissen), 1991, Österreichischer Skulpturenpark, Unterpremstätten[4]

## Ausstellungen (Auswahl)
- 1995: Biennale d’art contemporain de Lyon
- 1996: Christa Sommerer & Laurent Mignonneau – A-Volve, Kunst- und Ausstellungshalle der Bundesrepublik Deutschland[5]
- 2000: Lebt und arbeitet in Wien, Kunsthalle Wien
- 2004: Digital Avant-Garde – 25 years of Ars Electronica, Lentos Kunstmuseum Linz
- 2003: science + fiction – Zwischen Nanowelt und globaler Kultur, Zentrum für Kunst und Medien, Karlsruhe
- 2006: Zerstörte Welten und die Utopie der Rekonstruktion, Kunstraum Dornbirn
- 2007: Genesis, Centraal Museum Utrecht
- 2007: Just Use It!, KUNSTEN Museum of Modern Art Aalborg
- 2009: Lichtparcours Braunschweig
- 2010: Play Admont, Museum Stift Admont
- 2010: Roboterträume, Museum Tinguely, Basel und Kunsthaus Graz
- 2011: Biomorph! Hans Arp im Dialog, Arp Museum Bahnhof Rolandseck
- 2011: The Global Contemporary. Kunstwelten nach 1989, Zentrum für Kunst und Medien, Karlsruhe
- 2015: GLOBALE: Infosphäre, Zentrum für Kunst und Medien, Karlsruhe
- 2020: Immaterial/Re-material. A Brief History of Computing Art, Ullens Center for Contemporary Art (UCCA), Beijing
- 2022: The Artwork as a Living System, Retrospektive, Zentrum für Kunst und Medien in Karlsruhe, OK Center in Linz, iMAL in Brüssel und Azkuna Zentroa Alhóndiga in Bilbao

## Auszeichnungen
- 1992: Prisma-Preis für Computerkunst der Hamburgischen Kulturstiftung an der Mediale Hamburg
- 1994: Goldene Nica für Interaktive Kunst des Prix Ars Electronica, Linz
- 1994: Silicon Graphics Award, ISEA Festival, Helsinki
- 1995: Multi Media Award, Interactive Media Festival, Los Angeles
- 2010: WIPO Award for Best Woman Inventor, World Intellectual Property Organization Switzerland
- 2012: Wu Guanzhong Art and Science Innovation Prize, Beijing
- 2013: Jury Award of the Japan Media Arts Festival, Tokio
- 2017: Kulturpreis des Landes Oberösterreich, Kategorie Interdisziplinäre Kunstformen[6]
- 2021: Österreichischer Kunstpreis für Medienkunst, mit Laurent Mignonneau[7]
- 2021: Digitalos der Oberösterreichischen Nachrichten, Kategorie Digitale Pionierleistung[8]
- 2022: B3 BEN Award für herausragende Leistungen in der Kunst, mit Laurent Mignonneau[9]

## Publikationen
- The Art and Science of Interface and Interaction Design. (= Studies in Computational Intelligence. Band 141.) Springer, Berlin 2008, ISBN 978-3-540-79869-9.
- mit Laurent Mignonneau und Dorothée King (Hrsg.): Interface Cultures: Artistic Aspects of Interaction. Transcript, Bielefeld 2008, ISBN 978-3-89942-884-1.